# 아스티팔라이아섬

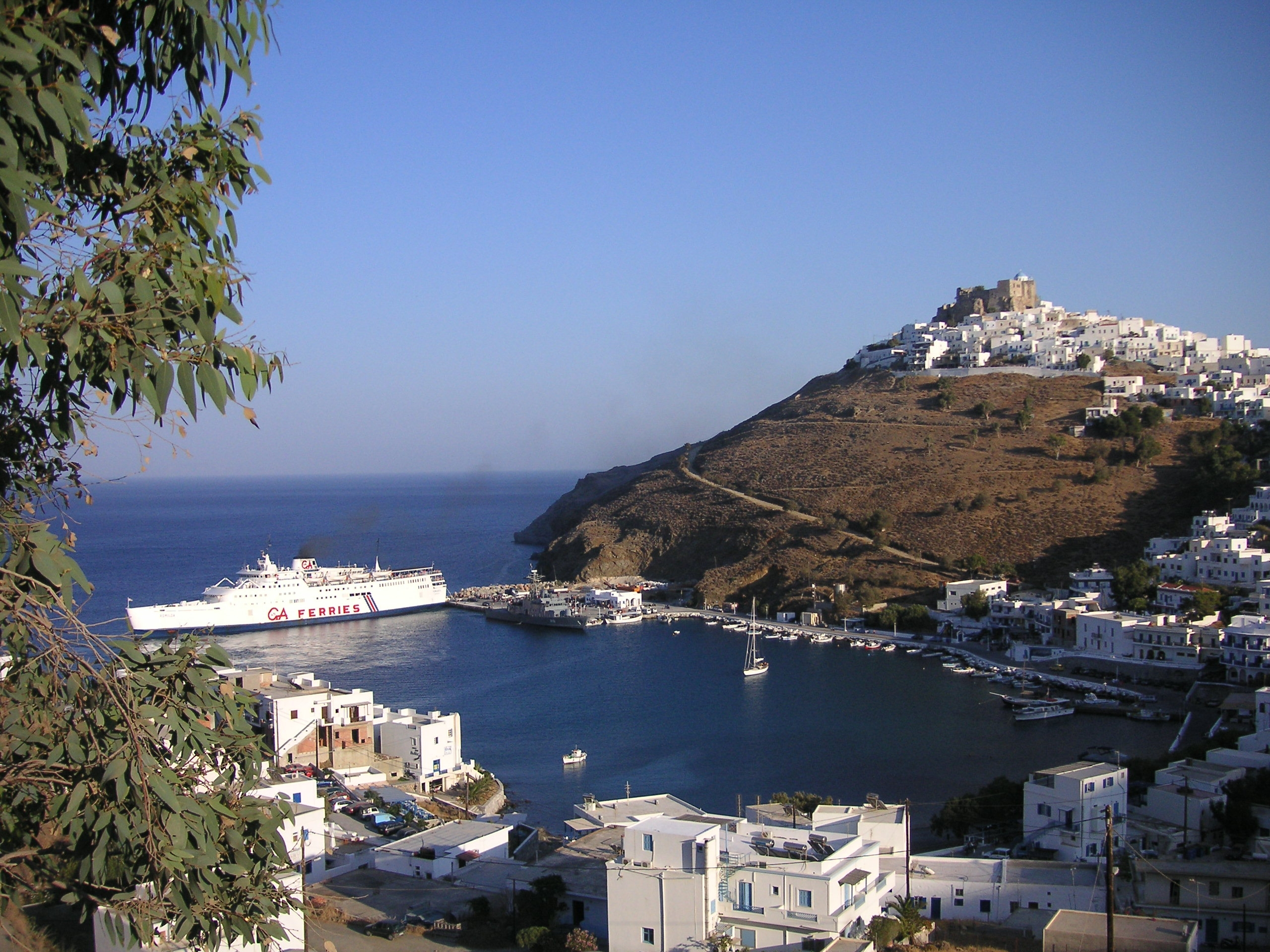

아스티팔라이아섬(Astypalaia)은 2011년 인구 조사 기준으로 1,337명의 주민이 있는 그리스의 섬이다. 에게해 남동부의 주요 12개 섬들로 이루어진 제도의 하나인 도데카니사 제도에 속한다.
이 섬의 길이는 18킬로미터, 너비는 최대 13킬로미터이며 면적은 97 제곱킬로미터이다.